# Baryscapus hunteri
Baryscapus hunteri är en stekelart som först beskrevs av Crawford 1909.  Baryscapus hunteri ingår i släktet Baryscapus och familjen finglanssteklar. Inga underarter finns listade.